# Championnats du monde de char à voile 2002
Navigation
2000 2004
Les 8e championnats du monde de char à voile 2002, organisés par le pays hôte sous l'égide de la fédération internationale du char à voile, se sont déroulés à Ivanpah Lake (en) dans l'État du Nevada aux États-Unis,.

## Podium
| Épreuve  | Or               | Argent        | Bronze              |
| -------- | ---------------- | ------------- | ------------------- |
| Classe 2 | Lester Robertson | Bill Dale     | Bernard Morel       |
| Classe 5 | Brice Petit      | Xavier Faucon | Aurélien Morandière |

## Tableau des médailles par nation
| Rang | Nation     | Or | Argent | Bronze | Total |
| ---- | ---------- | -- | ------ | ------ | ----- |
| 1    | France     | 1  | 1      | 2      | 4     |
| 1    | États-Unis | 1  | 1      | -      | 2     |